# Häggtrattskivling
Häggtrattskivling (Clitocybe geotropa) är en svampart i familjen Tricholomataceae. Dess namn kommer av svampens speciella doft som påminner något om häggblommor. 
Häggtrattskivlingen trivs på kalkrik mark och fruktkroppen uppträder under hösten. Till utseendet är svampen matt gräddvit till sämskinnsfärgad. Foten har en höjd på 8–15 centimeter och blir gradvis vidare närmare basen. Som ung har svampen en välv hatt med markerad puckel, men senare får den en trattlik hatt, där den tidigare puckeln ofta är synlig som en liten upphöjning i trattens mitt. Bredden på hatten är 10–20 centimeter. Skivorna är tunna och sitter tätt och är långt nedlöpande på foten. 
I Sverige förekommer den från Skåne till Härjedalen. Den hör till de mindre allmänna trattskivlingarna. 